# Tellina prora
Tellina prora är en musselart som beskrevs av Sylvanus Charles Thorp Hanley 1844. Tellina prora ingår i släktet Tellina och familjen Tellinidae. Inga underarter finns listade i Catalogue of Life.